# Visite (hoorspel)
Visite is een hoorspel van Selma Urfer. Die Gäste werd op 30 januari 1968 door de Bayerischer Rundfunk uitgezonden. Gérard van Kalmthout vertaalde het en de KRO zond het uit in het programma Dinsdagavondtheater op dinsdag 20 juni 1972. De regisseur was Léon Povel. Het hoorspel duurde 40 minuten.

## Rolbezetting
- Jan Borkus (Karl Bär)
- Willy Brill (Agnes Bär)
- Trudy Libosan (Lydia, hulpje in het huishouden)
- Hetty Berger (Julia Fuß, bijgenaamd Moppie)
- Jan Wegter (von Heim-Zehrer, bijgenaamd Zatertje)
- Han König (meneer Hornoff)
- Nel Snel (mevrouw Hornoff)
- Rudi West (een vreemdeling)

## Inhoud
Een echtpaar, dat een eengezinswoning in het groen bezit en veel vrienden heeft, mag niettegenstaande zijn algemene geliefdheid toch ook eens de wens koesteren "alleen met z’n tweetjes" een zomers weekendje door te brengen. Ze geven het hulpje in het huishouden de opdracht, aan elke bezoeker te zeggen dat ze op reis zijn. Tevergeefs: de beste vriendin van de vrouw des huizes dringt toch binnen, want ze weet dat ze ook in afwezigheid van de bewoners welkom is in het huis. Er zit dus niets anders op dan te vluchten in hun eigen woning, steeds hogerop naarmate er meer gasten komen. En zo brengt het echtpaar uiteindelijk een warme zaterdagnamiddag op zolder door…